# Rubus nitidiformis
Rubus nitidiformis är en rosväxtart som beskrevs av Henri L. Sudre. Rubus nitidiformis ingår i släktet rubusar, och familjen rosväxter. Inga underarter finns listade i Catalogue of Life.